# Carmen (Agusan del Norte)
Carmen (Bayan ng Carmen, Agusan del Norte) är en kommun i Filippinerna. Kommunen ligger på ön Mindanao, och tillhör provinsen Agusan del Norte. Folkmängden uppgår till 20 839 invånare år 2015.
Carmen är indelat i 8 barangayer.

## Bildgalleri

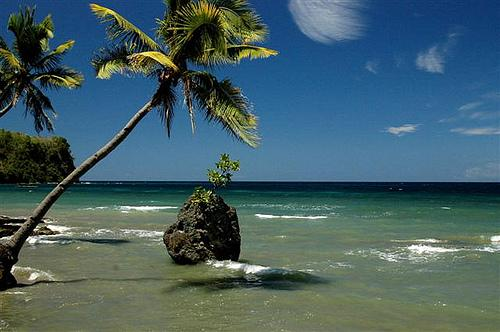
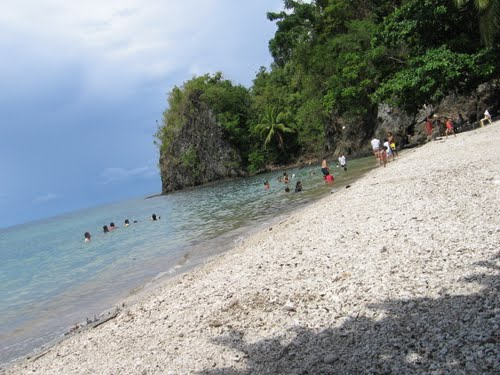
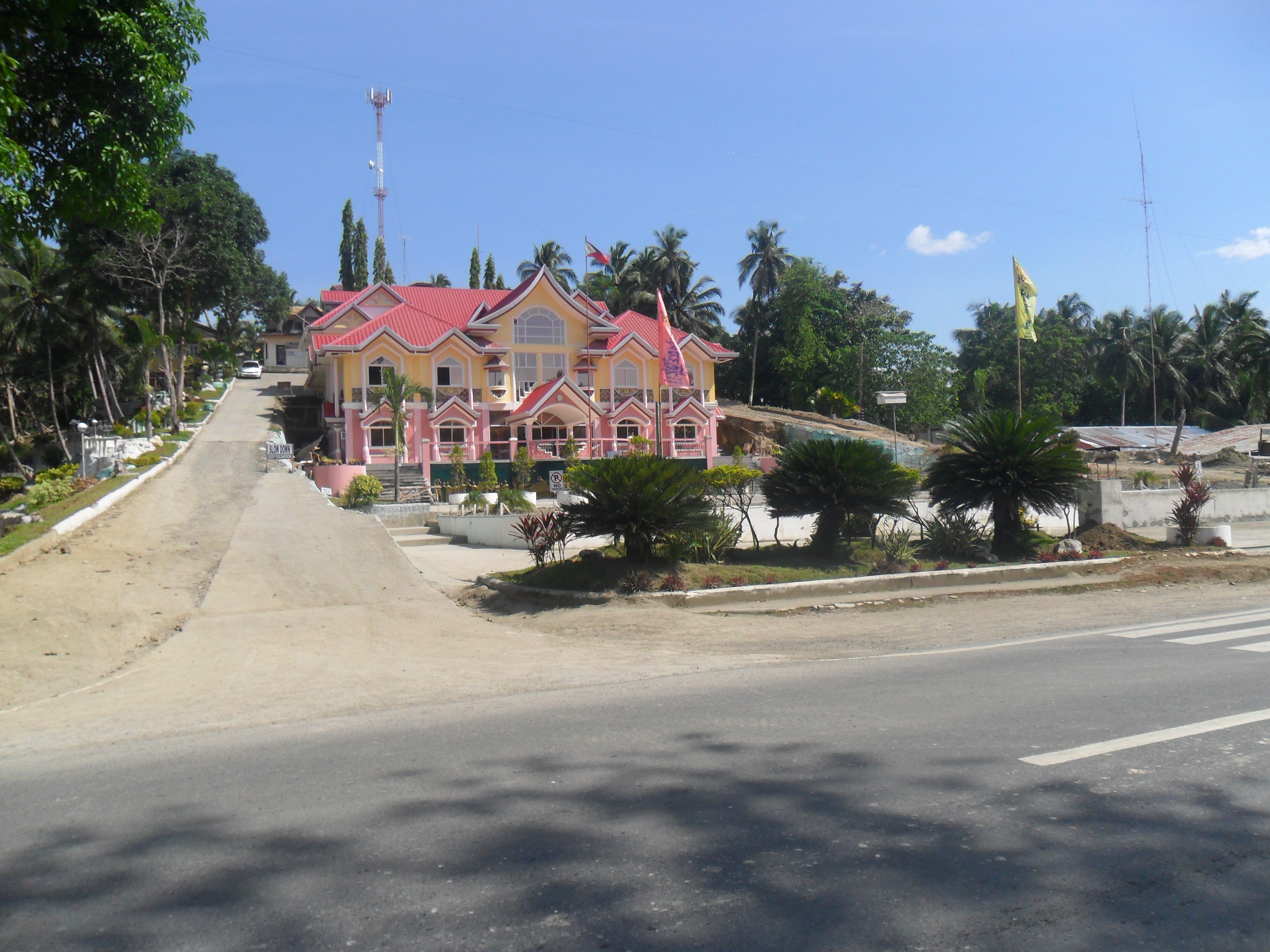
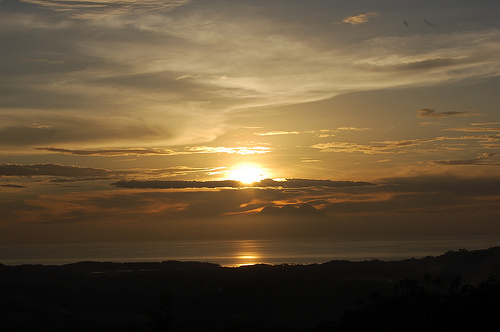
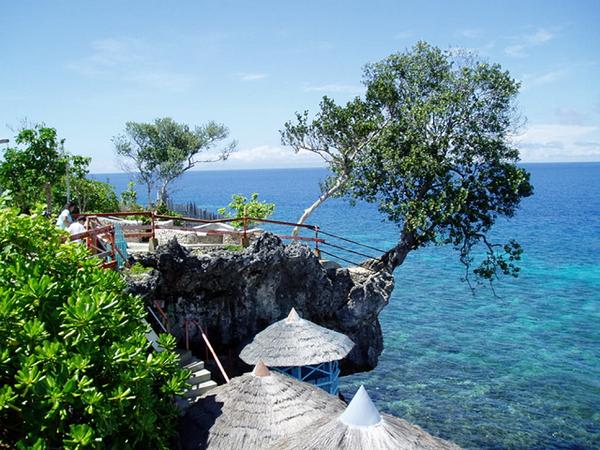